# Liste des maîtres de la province de Castille, León et Portugal de l'ordre du Temple
Pour un article plus général, voir Liste des maîtres de province de l'ordre du Temple.
Cet article présente une liste des maîtres de la province de Castille, León et Portugal de l'ordre du Temple.

## Province de Castille, León et Portugal
(la): « Magister militie Templi trium regnorum Hispanie » (Legionis, Castelle et Portugalie)
| Maître                                               | Période de maîtrise | Commentaires et autre(s) fonction(s) |
| ---------------------------------------------------- | ------------------- | --- |
| fr. Fernando Díaz († 1206)                           | 1200-1206           | (Maître en Espagne, (la) : « Fernandus Didacus, Magister militie Templi in Hispania ») |
| fr. Sancho Fernández                                 | 1206                | ((la):Sancio Fernandi) Cité comme maître dans un acte relatif à la commanderie de Benavente (León) en mai 1206 ; Maître de la province selon Martínez Díez, du León uniquement d'après Pereira Martínez. |
| fr. Gómez Ramírez († 20 juillet 1212)                | 1210-1212,          | [Probable] ((la):Gomecii Ramirit) ((pt): Gomes Ramires) Pas de preuve directe qu'il ait été maître des trois royaumes d'Espagne même si c'est probable. Attesté comme maître de Portugal en 1209, il conclut un accord avec Alphonse IX de León en avril 1211 pour la restitution des forteresses d'Algodor, Alcañices, Ponferrada et autres, commandait les templiers lors de la bataille de Las Navas de Tolosa où il est blessé, meurt à Úbeda le 20 juillet 1212, |
| fr. Pedro Alvítiz (Pedro Álvarez, Alvítez)           | 1213 - 1223         | ((la) : Petrus albiti(s), Alviti) 1214-1215 : « magister militie Templi in quibusdam partibus Yspaniæ » 1216-1217 : « magister militie Templi in Hispania », 1218: « Petro Alvarez, magistro Templi » 1220 : « magister militie Templi trium regnorum Hispanie ». Signataire d'un accord avec l'évêque d'Astorga (1213), majordome royal (es) d'Alphonse IX de León (1214), s'illustre lors de la bataille d'Alcácer do Sal (1217), plusieurs chartes à partir de 1220,. Promu exécuteur testamentaire d'Alphonse II de Portugal (1221), il contracte d'importantes dettes afin de défendre les possessions chrétiennes de sa province et fut jugé par ses pairs, le pape Honorius III intercédant en sa faveur auprès de Pierre de Montaigut (1223-1224), |
| Pedro Anes                                           | 1223                | [Incertain] Il est « maître » de Portugal à cette date,. Peut-être assure-il l’intérim durant la période de disgrâce de Pedro Alvitiz (1223/24), ce dernier n' ayant pas démissionné mais a été renvoyé à la curie avant de reprendre ses fonctions. Il se pourrait que Martín Sánchez que l'on trouve en 1228 soit maître de Castille et León l'année suivante mais la date du document où il apparaît est incertaine (c. 1224). |
| fr. Pedro Alvítiz (Pedro Álvarez, Alvítez)           | 1224 - 1227         | , Henri III d’Angleterre lui paya les services d’un bateau et d’un frère du Temple (fr. Thomas) pendant la guerre contre le royaume de France (1224-1226). |
| fr. Martín Sánchez († 1234)                          | 1228                | ((la): Martinho Sanches) ((pt): Martim Sanches) Maître de Castille et León (c. 1224),. Commandeur du Temple en Galice (1227), il n'est pas maître à cette date, actant au nom de Pedro Alvítiz, maître des trois royaumes. Maître des trois royaumes (1228),, il a démissionné de sa charge, remplacé selon certains auteurs par Guillermo Fulconis cette même année. Puis désigné commandeur de Portugal mais il meurt avant de prendre ses fonctions. |
| fr. Estève de Belmonte                               | 1229/30 - 1237/39,  | (la) : Stephanus de Belmonte, de Bellomonte (ca): Esteve de Bellmunt, (es) : Esteban de Belmonte (pt) : Estevão de Belmonte Cité par certains auteurs comme maître des trois royaumes d'Espagne à partir de 1229,, 1230 d'après les sources les plus récentes,. Il s'est rendu en Terre sainte en 1232. D'origine catalane selon Damien Carraz. Gutton indique qu'il est mort en 1237 juin 1229 (?): « in istis tribus Regnis, Portugaliæ, Legionis, atque Castelæ, Preceptor » 5 juillet 1231: « S. de Belmonte, magistrum milicie templi in tribus regnis Yspanie » avant 1233: « instanti magistro ordinis milicie Templi in quinque regnis Hyspanie », déc 1236: « magistrum militiae Templi in istis regnis Hispania » Commandeur de Castellote (1217-1220), Villel (1221), Cantavieja (1224) Maître de Provence et partie des Espagnes (1239), Maître de la province de Provence en 1246, |
| fr. Guillermo Fulconis (Guilhelme Fulcon, † 1239/40) | 1239                | [Sources contradictoires] (la): Guilhermus Fulconis, Vilhelmus Fulq's (pt): Guilherme Fulcon mars 1239: « per mandatum Domni Vilhelmus Fulq's Magister Templi cum concilio » juin 1239: « & vobis Guilhermo Fulconis Præceptori Domorum Militiæ Templi in tribus regnis Hispaniæ » 22 juillet 1239: « D. Guilherme Fulcom, Mestre nos trez Reinos, e Commendadore da Ordem do Templo em Portugal D. Pedro Costem » Il tombe malade et sa mort provoque un conflit majeur entre les templiers de Portugal et ceux de Castille et León à propos de sa succession dont on trouve mention dans les retraits de la règle du Temple,. |
| Vacant                                               | c. 1240             | [Aucun maître officiel des trois royaumes d'Espagne] À la suite du décès de Guillermo Fulconis, scission entre les Templiers de Castille et León et ceux de Portugal. Un lieutenant (« en luec de Comandeor ») pour chaque royaume: fr. Adam pour la Castille et le León fr. Raimond de Lunel pour la baillie de Portugal |
| fr. Martín Martínez († mai 1248)                     | 1241 - 1244         | ((la) : Martinus Martini) ((pt): Martim Martins) 1241 : (la) « preceptor domorum militie Templi in tribus regnis Yspanie » 1244 : (la) « magister Templi in tribus regnis Yspanie » comme signataire du traité d'Almizra (26 mars 1244), Attesté avec ce titre jusqu'au 13 septembre 1244, Il prend part au siège de Séville entamé en juillet 1247 et meurt après neuf mois |
| fr. Pedro Gómez                                      | 1247 - 1249         | ((la): P. Gomecii) juin 1247: « frater P. Gomecii, Militiae Templi in tribus Regnis Hispaniae Magister » mai 1248: « Pedro Gomes Mestre dos Templarios nos tres Reynos de Espanha » pendant le siège de Séville février 1249: « P. Gomecii magistrum et fratres domus milicie templi Autres sources:, |
| fr. Paio Gómez                                       | 1250 - 1253         | ((la): Pelagius Gomesii) Il renonce à sa charge en 1253. |
| fr. Martín Núñez                                     | 1253 - 1265         | ((pt): Martinho Nunes), |
| fr. Lope Sánchez                                     | 1265,-1266          | Il cumule cette charge avec celle de visiteur pour la péninsule ibérique |
| fr. Juan Eanes                                       | 1267-1268,          | Peut-être commandeur de Benavente (1271/72) s'il s'agit de Oyraz Eanes, ? |
| fr. Guillén                                          | 1269-1273,          | [ 6 ] |
| Gonçalo Martins                                      | 1266(1269) - 1271   | Commandeur d’Acre (1262). |
| fr. Garci Fernández                                  | 1271 ou 1272        | Uniquement en Castille et León |
| Beltrão de Valverde                                  | 1273 - 1277         | (Beltran de Valverde) |
| João Escritor                                        | 1280 - 1283         | |
| fr. João Fernandes                                   | 1283 - 1285         | Poussé à l'exil par Gómez García en 1285, il ne dirige plus que la baillie de Portugal jusqu'en 1288 tout en continuant d'acter avec le titre de maître des trois royaumes. Camérier du pape à partir de 1296, |

### Baillie de Portugal
Période pendant laquelle les commanderies portugaises furent encadrées par un commandeur de Portugal ((la):« Commandator Templi totius Portugalis, ... in Portugalia ») subordonné au maître des trois royaumes d'Espagne. On trouve également des maîtres de Portugal pendant cette période, alors que la dignité de maître des trois royaumes d'Espagne existe toujours.
| Commandeur                  | Période     | Commentaires |
| --------------------------- | ----------- | --- |
| fr. João Domingues          | 1208        | Précepteur de la baillie de tomar (1177) |
| fr. Simeão Mendes           | 1214        | (la):Simeom Menendi, commandator Templi in Portugalia Commandeur de Tomar (1230/31) |
| ...                         | ...         | ... |
| fr. Pedro Anes              | 1223-1224   | (la): Petrus Joannis, Apparaît uniquement en 1223,, Capêlo proposant d'étendre la période jusqu'à 1224, une source plus ancienne mentionnait 1221-1224. |
| fr. Martim Sanches († 1234) | 1234 (?)    | [Dates incertaines] ((la): Martinho Sanches) ((es): Martín Sánchez) Les sources primaires indiquent qu'il était : Maître de Castille et León (c. 1224), Commandeur du Temple en Galice, actant au nom de Pedro Alvítiz, alors maître des trois royaumes (1227) qui avait conservé sa charge. Maître des trois royaumes d'Espagne en 1228, mais il semble renoncer à sa charge, remplacé par Guillermo Fulconis ou Estevão de Belmonte. Il a bien été élu commandeur de Portugal mais il est mort avant de se rendre dans sa baillie, tel que mentionné dans le retrait n° 581 de la règle française du Temple. Pas de sources primaires relatives à ses fonctions en 1225-26 mais après 1229, il n'a plus de titre si ce n'est celui de frère jusqu'à son élection comme commandeur de Portugal qui aurait donc eu lieu en 1234, année de sa mort d'après Viterbo. |
| fr. Pedro Costem            | 1239,       | (la): P. Costem, Comendatoris Templi Ordinis in Portugalia. Ou en 1238 (?) tel qu'indiqué dans la source primaire (Figueiredo). |
| fr. Raimond de Lunel        | c. 1240     | [Tenant lieu de commandeur], Chamberlain de Tortose (1228-1231) Commandeur de Tortose (1234), Chamberlain, tenant lieu de commandeur de Monzón (1238) |
| fr. Rodrigo Dias            | 1242        | [Incertain] Pas de sources primaires, Il apparaît dans une liste publiée par Figueiredo en 1800, l'information étant reprise par Viterbo et figure toujours dans les listes proposées par certains historiens portugais, |
| fr. Gonçalo Fernandes       | 1253        | Commandeur de Portugal, On trouve également Gonçalvo Fernandes avec ce titre en 1262 |
| fr. Afonso Gomes            | 1261        | (la):Alfonsus Gomecii, magister milicie Templi in Regno Portugalie. À ce moment-là, le maître des trois royaumes d'Espagne semble être Martín Núñez. On retrouve le même nom de 1288/89 à 1290,. |
| fr. Gonçalvo Fernandes      | 1262        | Commandeur majeur de Portugal. Même individu qu'en 1253 ? |
| fr. Gonçalo Martins         | 1265-1271 , | (Gonsalve Martin, maître de Portugal) Commandeur d'Acre (1261-1262), Durant cette période, on trouve comme maître des trois royaumes d'Espagne : fr. Lope Sánchez (1265), Juan Eanes (1267-1268), fr. Guillén (1269-1273), |